# Jan Bojankowski
Jan Feliks Antoni Bojankowski (ur. 24 czerwca 1832 w Grójcu, zm. 11 września 1870 w Łodzi) – polski architekt, pierwszy, od 1864 architekt miejski Łodzi. 

## Nauka i praca zawodowa
W 1852 ukończył gimnazjum realne w Warszawie, a w 1856 Szkołę Sztuk Pięknych w Warszawie na Oddziale Architektury. W 1858 uzyskał patent budowniczego I klasy co pozwoliło mu pracować przy budowie kościoła w Łukszach, a następnie, po 1860, przy kolei warszawsko-terespolskiej.
19 lutego 1864 (według K. Stefańskiego) został budowniczym miejskim w Łodzi, lecz nominację uzyskał dopiero w 1866 po złożonym rok wcześniej egzaminie i otrzymaniu uprawnień budowniczego II klasy. 
Projektował liczne budynki przemysłowe i domy mieszkalne, obowiązki służbowe obejmowały też zadania inżynieryjne i porządkowe.
Posiadał tak znaczny zakres tych obowiązków, że zarówno on jak i jego następcy do 1914 (Hilary Majewski czy Franciszek Chełmiński) ze względu na brak czasu, mieli małe możliwości w ramach służbowych zajęć realizowania planów budowlanych. Dlatego niezwykle trudno jest określić jego właściwy dorobek twórczy. Nie jest pewne, które budowle stawiał według własnych planów, a których wznoszenie jedynie nadzorował w ramach obowiązków służbowych.
Zmarł przedwcześnie, nim miasto weszło w okres najbardziej intensywnego rozwoju. .

## Dorobek twórczy
Największą z zachowanych znanych jego budowli jest 
- browar Karola Anstadta (1866) przy ul. Średniej (obecnie ul. Pomorska), [4].

a z mniejszych obiektów 
- farbiarnia J. Bothke przy Piotrkowskiej 212,
- farbiarnia dla J. Heinzla przy ul. Piotrkowskiej 72,
- część przędzalni Jakuba Petersa (1869) oraz
- domy "familijne" (1865-1866) dla robotników fabryki Karola W. Scheiblera na Wodnym Rynku (obecnie Plac Zwycięstwa, 6 piętrowych domów, później podwyższonych),
- oficyny mieszkalne i budynki przemysłowe dla C. Söderstroma,
- budynki przemysłowe dla J. Botke, E. Hentschla, J. Petersa, K. Scheiblera,
- dom Z. Jarocińskiego przy ul. Nowomiejskiej i szereg innych domów mieszkalnych.